# 甲酸氯
甲酸氯（也称次氯酸甲酰酯）是一种有机氯化合物，化学式HCOOCl，结构上非常不稳定。